# Mokokchūng
Mokokchūng är en ort i Indien.   Den ligger i distriktet Mokokchūng och delstaten Nagaland, i den östra delen av landet, 1 700 km öster om huvudstaden New Delhi. Mokokchūng ligger 1 250 meter över havet och antalet invånare är 34 021.
Terrängen runt Mokokchūng är huvudsakligen kuperad. Mokokchūng ligger uppe på en höjd. Runt Mokokchūng är det ganska tätbefolkat, med 111 invånare per kvadratkilometer. Det finns inga andra samhällen i närheten. I omgivningarna runt Mokokchūng växer i huvudsak städsegrön lövskog.